# Shota Tajima
Shota Tajima (født 29. september 1992) er en japansk tidligere professionel fodboldspiller.
Han har spillet for flere forskellige klubber i sin karriere, herunder Fujieda MYFC.